# کوسه جیبی
کوسه جیبی (نام علمی: Mollisquama parini) نام یک گونه از راسته خاردارکوسه‌سانان است.